# 短期大学
日本における短期大学（たんきだいがく、英: junior college、two-year college）は、大学のうち、「深く専門の学芸を教授研究し、職業又は実際生活に必要な能力を育成する」ことを目的とする、中等教育修了者に対して教育を施す、修業年限（学位を修了するまでに最低限在学する年数）が3年以下の教育機関である。省略して短大（たんだい）と使用される。本項には、別称である短期大学部（たんきだいがくぶ）も解説されている。

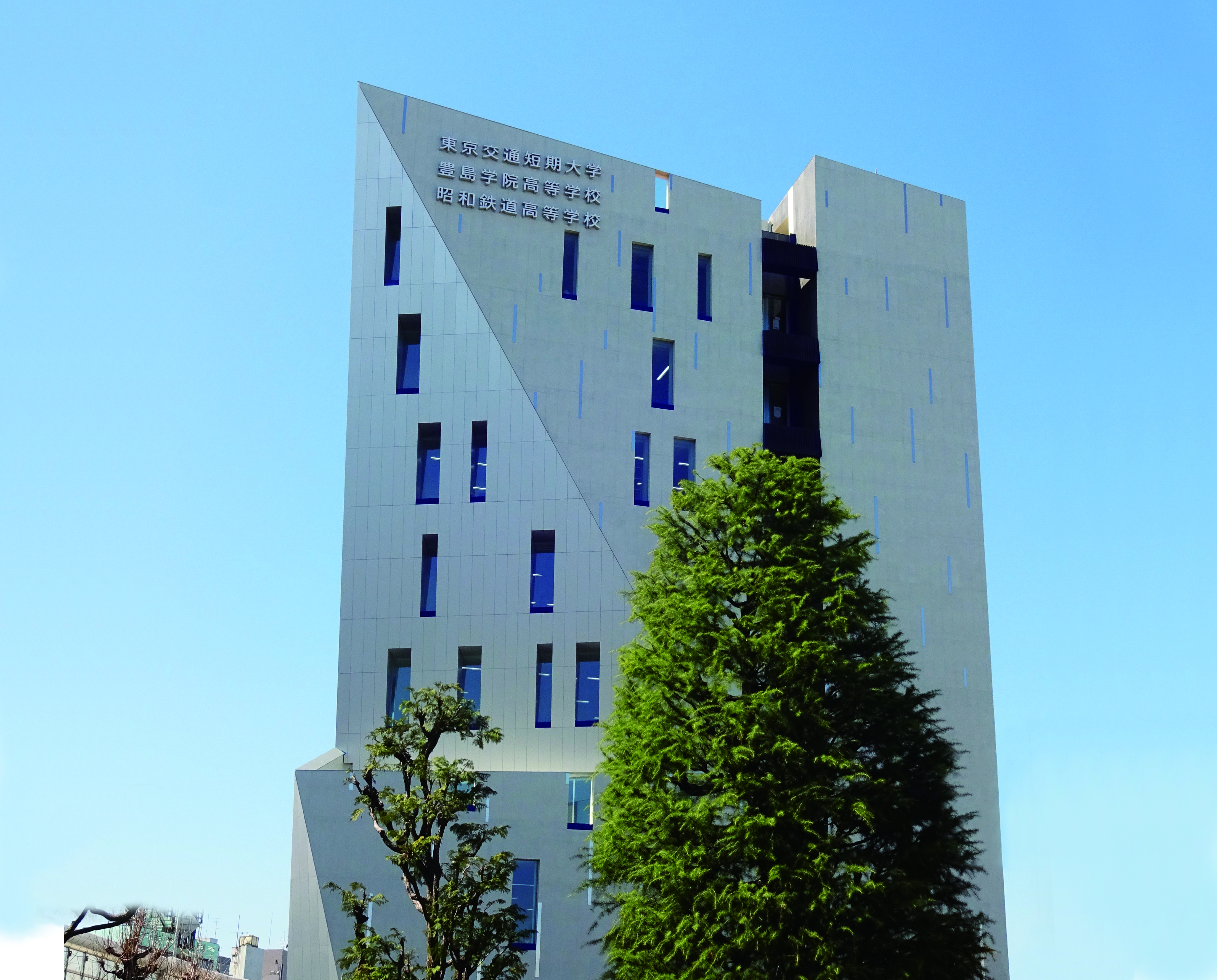
東京交通短期大学キャンパス

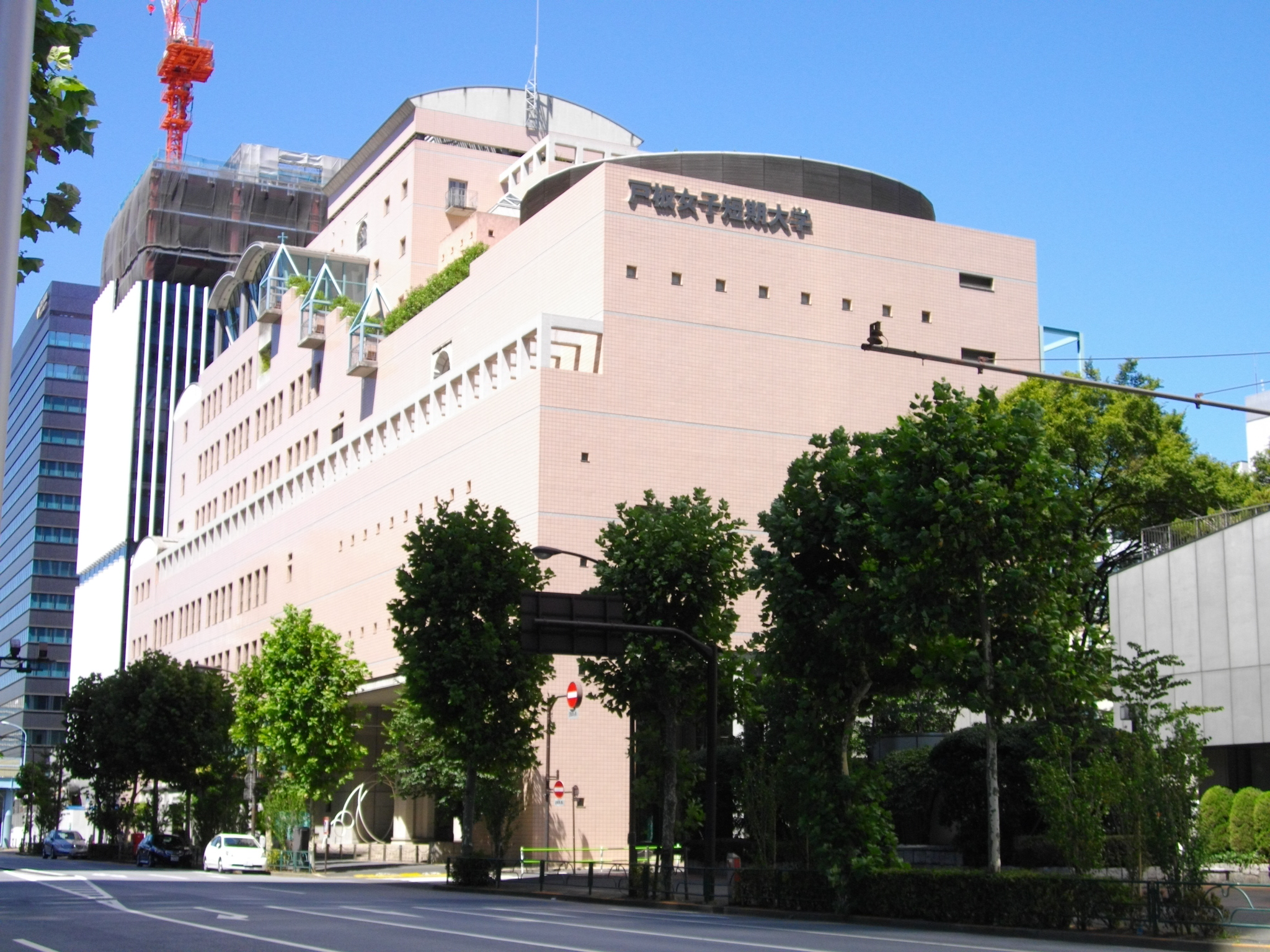
戸板女子短期大学（東京都港区芝）

- 短期大学本科 (regular course) は、ISCED-5Bレベルの高等教育機関とされ、修了者に短期大学士の学位が授与される[2]。また、各中央省庁の養成施設の認定を受け、免許等を取得する試験の全て、あるいは一部免除などの待遇が設けているところも少なくない。
- 短期大学専攻科 (advanced course) は、短期大学本科の修了生を対象とした（大学編入学を有する専修学校専門課程の修了生も可能な場合もある）、1年以上2年課程の高等教育機関（ISCED-5Bレベル）であり、履修修了者には履修証明が発行され、学位修了者には国の学位授与機構による審査で学士が授与される[2]。
- 短期大学別科 (short-term course) は、履修証明の取得を目的とした1年以上の教育課程であり、高等教育ではなくISCED-4レベルの中等以降高等以前教育に位置づけられ（ただし、入学資格は高卒もしくはそれ相応の場合が多い）、修了時に学位は発行されない（短期大学本科の推薦入学制度といった一部の待遇を有するケースもある）[2]。

## 概観

### 短期大学の概要
日本の大学は学校教育法の条文により第83条第1項に「大学は、学術の中心として、広く知識を授けるとともに、深く専門の学芸を教授研究し、知的、道徳的及び応用的能力を展開させることを目的とする。」と定められた教育機関であり、その修業年限は原則として4年とされている。その一方、第108条第1項に「大学は、第83条第1項に規定する目的に代えて、深く専門の学芸を教授研究し、職業又は実際生活に必要な能力を育成することを主な目的とすることができる。」とし、第2項に「前項に規定する目的をその目的とする大学は、第87条第1項の規定にかかわらず、その修業年限を2年又は3年とする。」とする大学と定めている。したがって、短期大学は学校教育法において大学の制度内に置かれる大学の一種とされ、法令文においては「学校教育法第108条第2項の大学」としている。
第二次世界大戦後の学制改革に伴い、戦前からの旧制専門学校が新制大学に移行する際に、大学設置基準に満たない学校が出ることが問題とされたため、その解決のために新設されたのが短期大学の制度である。当初は暫定の制度とされ、1950年（昭和25年）4月1日に学校教育法の一部改正による施行により「当分の間」という文言が含まれた制度が作られた。1964年（昭和39年）6月19日に「当分の間」という文言がなくなり、恒久化された。

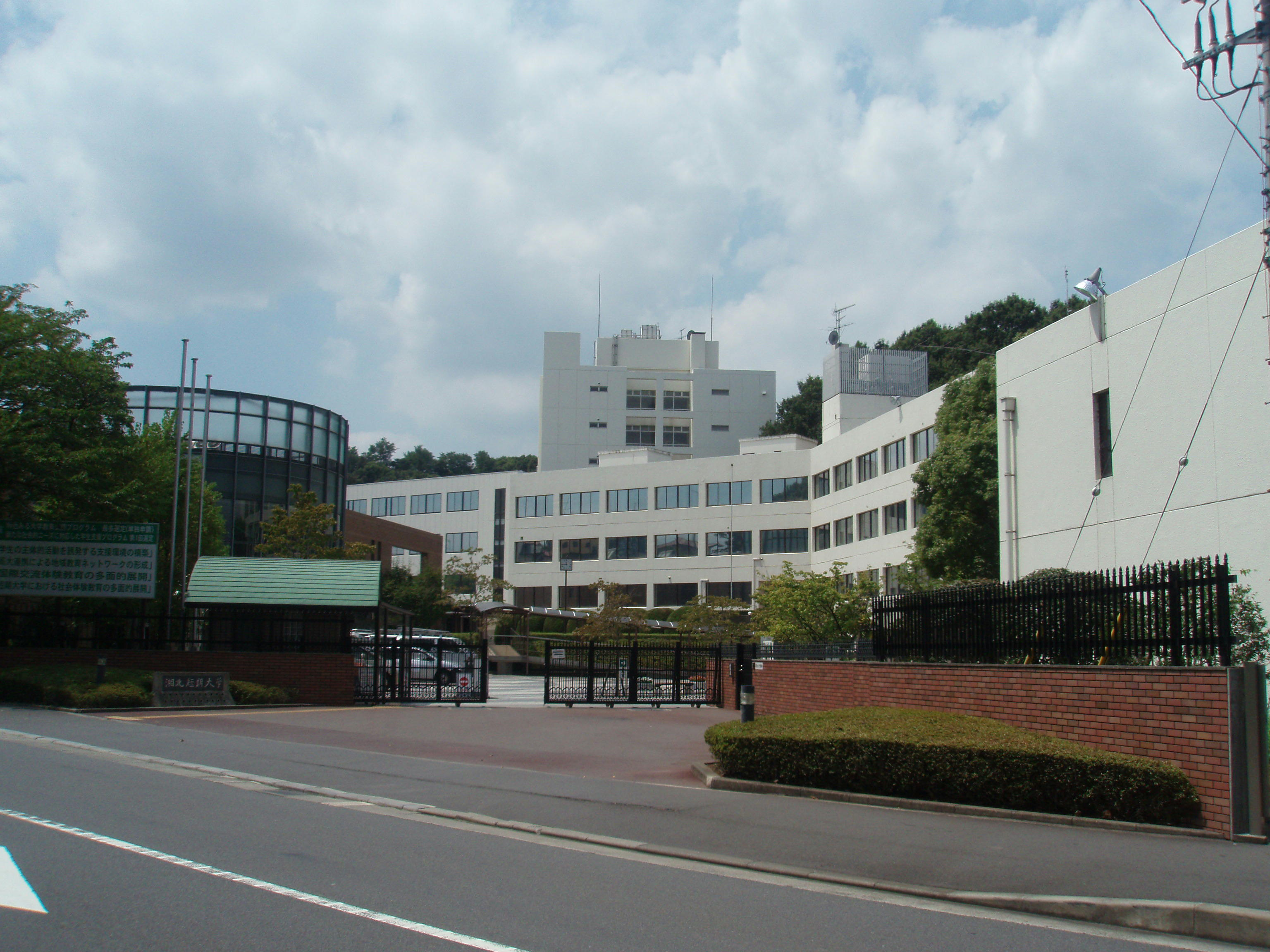
学校法人ソニー学園が運営する湘北短期大学

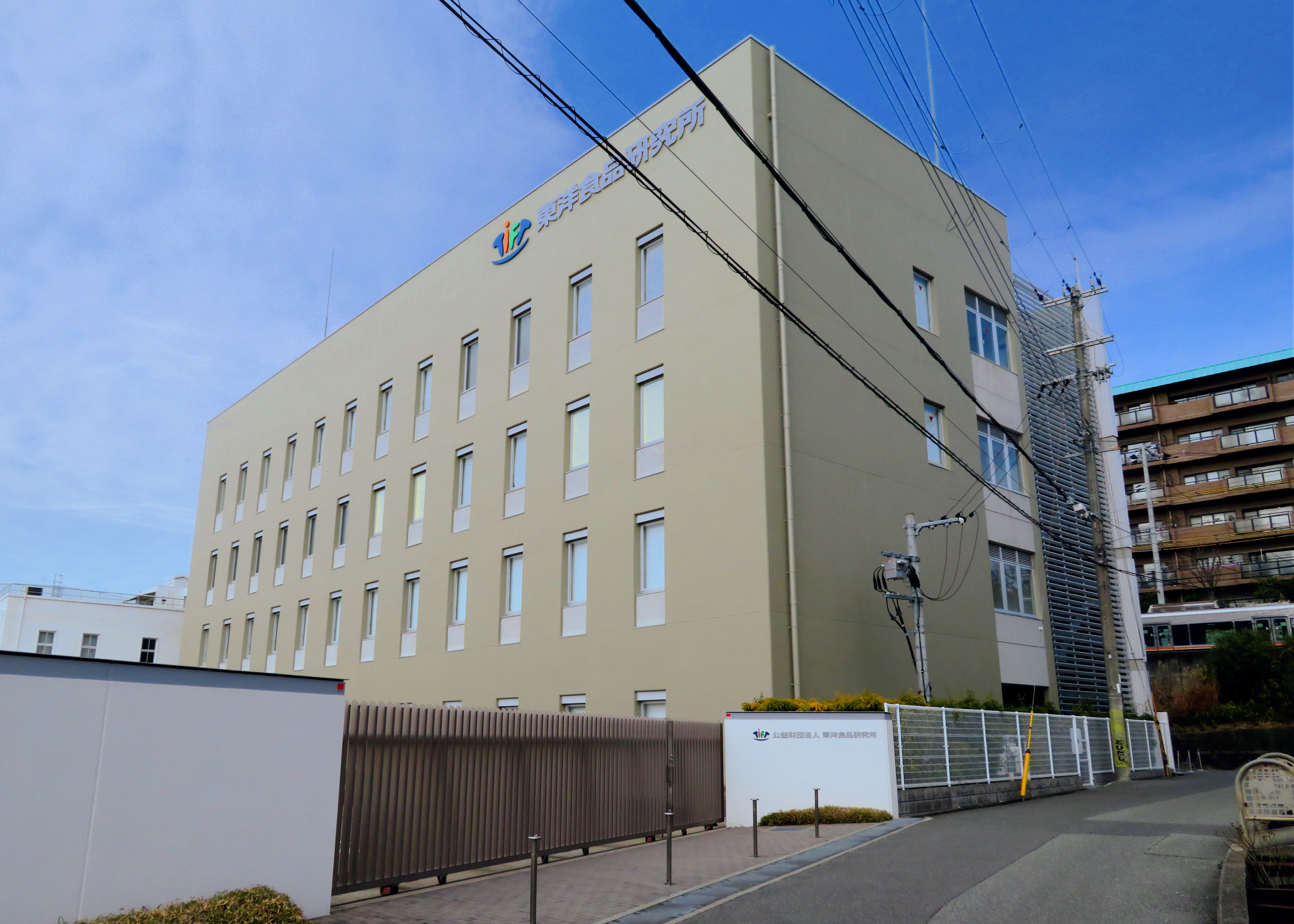
包装食品工学を置く東洋食品工業短期大学

通常の大学では先に学部が置かれ、その下に学科が置かれるのに対し（以下「大学」とはこれをいう）、短期大学では直接学科が置かれる。また大学とは異なり、短期大学では大学院は設置されていない。
2年制大学の起源は1901年にアメリカ合衆国イリノイ州から始まったジュニア・カレッジ（junior college）とされる。元々は公立と私立の両方をジュニア・カレッジと呼んでいたが、次第に公立のコミュニティ・カレッジが増え、私立はジュニア・カレッジ（一部のコミュニティ・カレッジも同称）と呼び分けられた。戦後に同じく欧米諸国でも短期の高等教育が注目され、特にアメリカでは地域の住人を対象にしたジュニア・カレッジを基盤に、教養、職業、進学などの教育に力を入れていた。戦後欧米の2年制大学は日本の短期大学の一つの見本とされた。
1950年（昭和25年）に設置された日本の短期大学は公立17校、私立132校で合計149校となっている。
またこれら各校は、旧制専門学校から移行した学校に留まらず、旧制中等学校卒業者を対象としていた各種学校のうち短期大学の基準を満たし移行した学校、短期大学制度発足により新規に設置された学校など、発足に伴い各校の個性がある。
短期大学制度の発足当初から置かれている主要な学科は、社会科学、工業、家政学、人文学、教育学、保健、農業、芸術などに関する学科を中心とし、勤労者向けに夜間に教育を行う経済学、工学などに関する学科もあった。
昭和30年代後半から昭和40年代にかけて医療技術は急速に高度化し各種学校と専修学校で行われていた教育から短期大学教育への移行が検討され始めた。これに対応するため文部省は国立大学に医療技術短期大学を併設する構想を立て、1967年（昭和42年）に大阪大学に最初の医療技術短期大学が設置された。
国公私立の短期大学が併合や合併、大学に改組した例が過去に数多く存在する（新制大学を参照）。
短期大学は、中等教育修了者を対象に、一般教養と職業技術の教育、専門職業人の養成を行う2年又は3年の高等教育機関であり、なおエッセンシャルワーカーを育成する為の保育士や幼稚園教員（二種免許状）、栄養士の取得に必要な教育課程の学科が設置されている短期大学も多くある。

#### 短期大学部
中学校、高等学校を中等部、高等部と称するのと同様に短期大学の中には四年制大学に併設（大学に併設されていない短期大学も含む）されているものもあり、この短期大学については「短期大学部（たんきだいがくぶ）」と称するケースがある。省略して短大部（たんだいぶ）と呼ばれる。ただしあくまでも法制上は「短期大学」であり、四年制大学とは独立した学校として扱われている。
したがって、併設する大学と同じキャンパス内に置かれるが、組織的には独立した短期大学であり、大学の一学部などとして短期大学部が存在するとみなされるわけではない。また学長についても、四年制大学の学長とは別個に置かれる（ただし四年制との兼任は可能）。
学生の募集が停止された場合は、ほとんどが併設大学の学部への改組や、新設学部となる場合が多い。

#### 医療技術短期大学（3年制）
修業年限が3年の短期大学は当初夜間に教育を実施する学科があったが、その後、昼間部の看護・衛生技術の学科を置く医療技術系の短期大学が設置された。学科は看護、歯科衛生などが置かれる。

#### 短期大学専攻科
1992年（平成4年）に大学改革支援・学位授与機構により「認定専攻科」制度が開始されて以来、短期大学本科を卒業後、専攻科へ進み一定の課程を修めると学位授与機構による審査で、学士を取得できるようになった。

#### 短期大学別科
別科は、履修証明取得を目的とした1年以上の教育課程である。

#### 専門職短期大学
2017年（平成29年）の学校教育法改正により設置された職業大学。ただし、通常の学位（短期大学士）は授与されず、短期大学士の代わりに文部科学大臣認定の学位「短期大学士（専門職）」が授与される。

### 設置基準
学校教育法（昭和二十二年法律第二十六号）第三条、第八条及び第八十八条の規定に基づいて、短期大学設置基準としている。

#### 単位
- 第七条
  - 各授業科目の単位数は、短期大学において定めるものとする。
  - 前項の単位数を定めるに当たつては、一単位の授業科目を四十五時間の学修を必要とする内容をもつて構成することを標準とし、第十一条第一項に規定する授業の方法に応じ、当該授業による教育効果、授業時間外に必要な学修等を考慮して、おおむね十五時間から四十五時間までの範囲で短期大学が定める時間の授業をもつて一単位として単位数を計算するものとする。ただし、芸術等の分野における個人指導による実技の授業については、短期大学が定める時間の授業をもつて一単位とすることができる。
  - 前項の規定にかかわらず、卒業研究、卒業制作等の授業科目については、これらの学修の成果を評価して単位を授与することが適切と認められる場合には、これらに必要な学修等を考慮して、単位数を定めることができる。

一年間の授業期間
- 第八条
  - 一年間の授業を行う期間は、三十五週にわたることを原則とする。

各授業科目の授業期間
- 第九条
  - 各授業科目の授業は、十分な教育効果を上げることができるよう、八週、十週、十五週その他の短期大学が定める適切な期間を単位として行うものとする。

#### 卒業の要件
- 第十八条
  - 卒業の要件は、修業年限が二年の短期大学においては六十二単位以上を、修業年限が三年の短期大学においては九十三単位以上を修得することのほか、当該短期大学が定めることとする。

## 歴史

### 第二次世界大戦前
産業革命によって、「男性は外で働き、女性は家で家事をする」という性別的分業が明治時代にホワイトカラー社会の間で出来上がったといわれる。また、義務教育修了後の進学（高等小学校や、旧制中学校または高等女学校）が少なかったため、男女問わず高等教育の就学率は低かった。

### 第二次世界大戦降伏直後
旧制高等学校は、学校教育法の施行以前に「ジュニア・カレッジ」として短期大学に相当する学校としての存続を模索したが、連合国軍最高司令官総司令部 (GHQ/SCAP) に認められず頓挫した。
大学への編入学が1990年代まで制限されたため、旧制高校復活ともいえる専門教育準備のための一般教育系学科を置く短期大学の設置はなく、わずかに学芸学部の2年課程や専門課程を欠いた医学部進学課程（医進）の設置が見られた程度である。

### 学校教育法の施行後
1947年（昭和22年）に学校教育法が施行されて、それまでの分岐型の教育システムから6・3・3制の単線型学校体系に統一された。戦後の学制改革により、1950年（昭和25年）に暫定措置であった「短期大学」制度が認められ、1958年（昭和33年）には国会で短期大学の恒久化を図る「専科大学」法案が三度にわたって提出されたが、短期大学関係者が強く反発し否決された。同年、久留米工業短期大学に続き、長岡工業短期大学、宇部工業短期大学等の国立工業短期大学が設置されたものの、1961年（昭和36年）に「高等専門学校」制度が発足すると3校は高等専門学校に転換された。
短期大学は当初149校だったのが、1953年（昭和28年）には228校へ増加し、大学226校を追い越す。その後、高度経済成長とともに短期大学は増え続け、1996年（平成8年）には598校と過去最高となり、1997年（平成9年）もの間、大学数を上回っていた。しかし、1998年（平成10年）から大学604校、短期大学588校と大学数が上回り増加していく。

### 2000年代以降

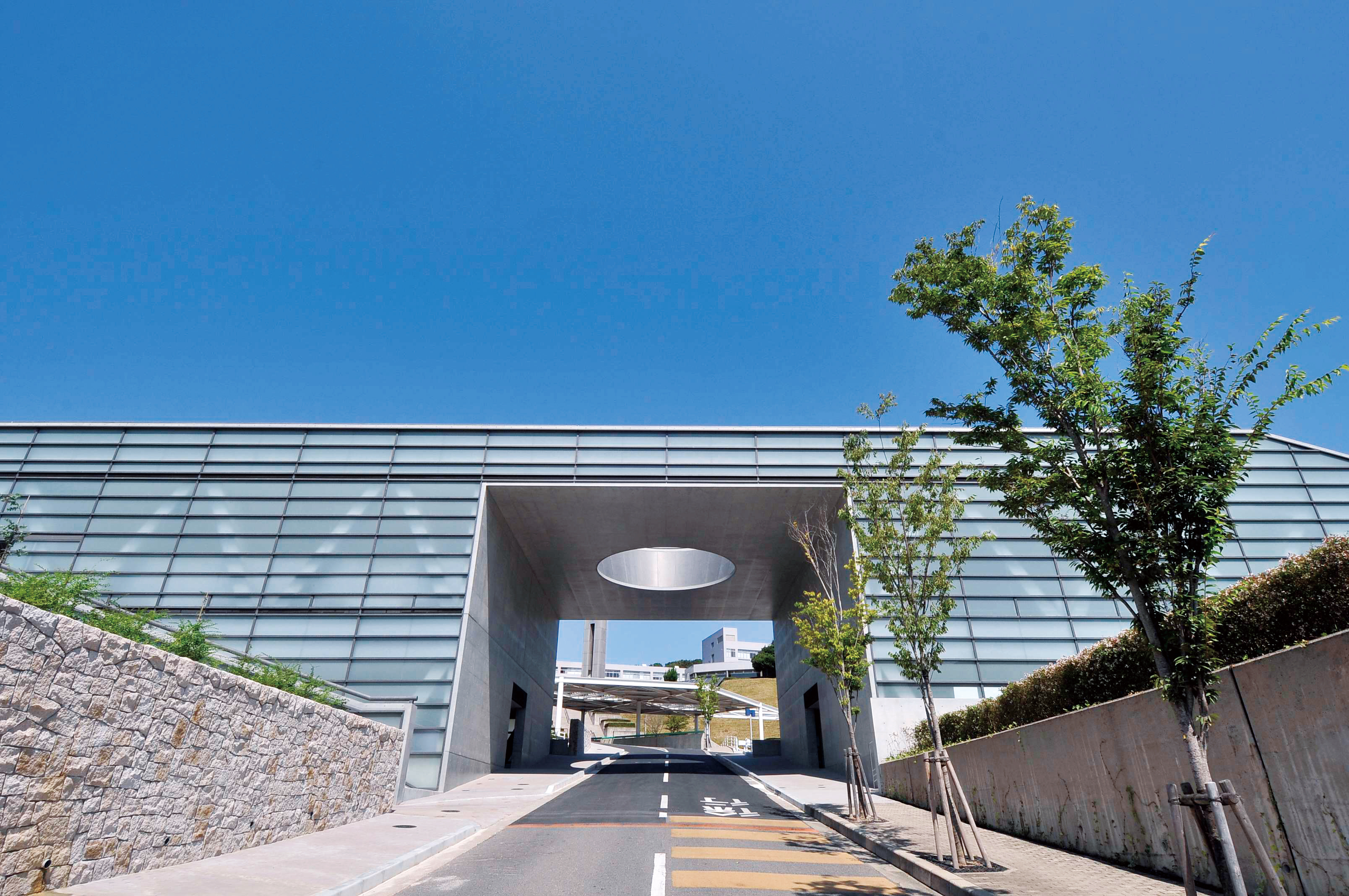
学校法人創志学園は、ホテルオークラとの連携や簿記会計で実績をもつ東京経営短期大学を2025年に環太平洋大学東京キャンパス（千葉県市川市）へ改組した。

短期大学は特に2000年代以降に著しく減少し、2014年（平成26年）には短期大学352校、大学781校と大差がついた。中でも工学・看護学系の分野が顕著に減少している。しかし、その大部分は大学への改組であり、閉学となる場合はすでに同一学校法人が存在する場合がほとんどである。なお、大学への改組の際には校名もともに変更することが多いほか、女子短期大学からの改組の際においても同時に男女共学化する場合がある。
日本では少子高齢化が加速して若年人口が減り、経営が成り立たなくなる大学・短大が出るようになった。私立短大の校数については、文部科学省の学校基本調査によると、1997年度（平成9年度）に504校でピークに達した後は減少へ転じ、2024年度（令和6年度）時点では282校。日本私立短期大学協会が集計したところ、2025年度（令和7年度）に23校、2026年度（令和8年度）に10校が学生募集を停止した。定員の充足率が低下すると、国の修学支援制度を利用できなくなることも起因している。

## 教育研究
短期大学を含めた高等教育機関の時代に合わせた発展等が検討され、その将来像やあり方について文部科学省中央教育審議会の大学部会で審議されている。

### 学位
他の高等教育機関との違いを示すために、短期大学は身近にあって地域連携による多彩な教育によって知識基盤社会の基礎作りを行う米国のコミュニティ・カレッジと同様に学位を与えるべきとする答申があり、2005年（平成17年）に可決された学校教育法改正（施行は短期大学士に関するもののみ2005年10月1日、その余は2007年4月1日）により、従来の学術称号（準学士）から学位への変更がされ、教養教育の充実を実現し国際留学などの国際交流の際に学歴について適切な評価を受けやすくなり、修了者に対する学位の授与で4年制大学への編入学の拡大がされた。
称号ではなく学位が求められる背景は、国際的な視点と要求、短期であるとはいえ正規の大学教育を受けている事実があることや、専門学校卒業生が大学の学部に編入学できるようになったことで、従来の短期大学が設置基準の異なる専門学校と同じ位置づけにあると高等学校等に捉えられるようになり、設置基準に適合する位置づけが求められたことである。

## 施設・設備
- 最低限必要とされる設備など
  - 教室、事務室、研究室、学長室、専任職員、厚生補導の組織、資料及び図書館、課外活動施設、体育館、運動場、機械・器具等。
- 教育環境
  - 校地の面積は学生一人当たり十平方メートルとして算定した面積。
  - 校舎の面積1,600m2以上